# Eiphosoma mexicanum
Eiphosoma mexicanum là một loài tò vò trong họ Ichneumonidae.